# 義大利門站
義大利門站（法語：Porte d'Italie）是巴黎地鐵的一個車站。義大利門站是巴黎地鐵7號線和巴黎路面電車3號線的車站，於1930年3月7日開通。義大利門站這一站名取自於意大利门。這座城門曾是巴黎梯也尔城墙的城門之一。

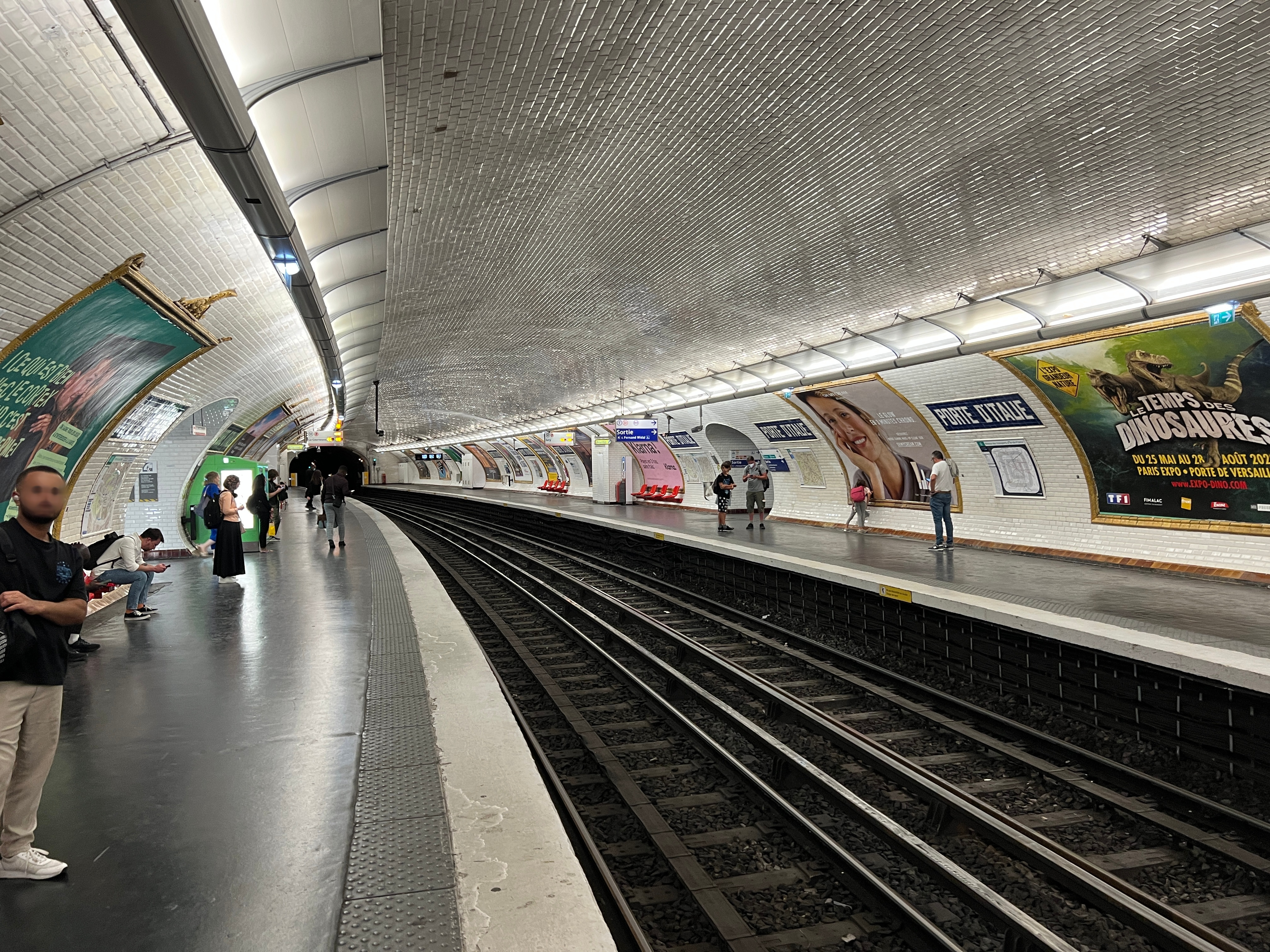
月台（2022年7月）

## 車站結構
| 街道      |                    |                             |
| B1        | 連接層             |                             |
| 7號線月台 | 側式月台，右側開門 | 側式月台，右側開門          |
| 7號線月台 | 南行               | 往伊夫里鎮（史瓦西門）      |
| 7號線月台 | 北行               | 往新庭-1945年5月8日（白樓） |
| 7號線月台 | 側式月台，右側開門 |                             |